# 대한민국의 인권
대한민국의 인권은 옛 군사독재 시대부터 현재 민주주의 국가 시절까지 발전하였다. 미국 국무부가 제출한 2011 국가별 인권보고서에서는 주로 국가안보와 표현의 자유 문제 인터넷 검열에 대하서 다루었다.
대한민국의 정부는 대체로 시민의 인권을 존중한다. 그러나, 몇몇 분야에서는 문제가 있는데, 국가보안법이 공산주의 체제에 대한 선호나 북한을 찬양하는 발언을 하는 것을 범죄로 규정하는 것이다. 비록 이러한 규제는 불균형하게 일어나고, 또한 기소 건수가 매년 줄어들고 있다. 그러나 여전히 연간 100건이 넘는 기소가 이루어지고 있다. 또한 여성들이 성적인 노예로 일본이나 서구 국가로 끌려가가기도 하였는데, 정부는 이에 대한 법을 제정하여 이러한 인신매매 피해자들을 돕고 있다.

## 역사
20세기까지 대한민국 시민들의 대부분은 비민주주의 정권 아래에서 살았다. 먼저 일제 강점기 아래에 있었으며, 그 이후에 이승만, 박정희, 전두환, 노태우가 대통령이었던 군사 독재나 권위주의적 정부 아래에 있었다. 표현과 집회•결사의 자유와 같은 시민의 자유권은 상당히 억압되었고, 고문과 구금으로 체제에 반대하는 사람들을 탄압하였다. 특히 1967년, 국가정보원(KCIA)은 박정희 정권을 공고히 하기 위하여 간첩망을 조작하기에 이르었고, 34명의 시민들을 구속하였다. 1980년 5·18 광주 민주화 운동 이후, 민주주의와 더 나은 시민 자유권을 위한 대중의 열망과 관심이 높아졌다. 1988년 서울 올림픽 이전의 해(1987년)에 증가된 친민주주의 활동은 1992년에 있었던 자유 선거를 이끌어내었다. 이 결과, 장기간 인권 운동을 해 왔던 김영삼이 대통령으로 선출된다.

## 같이 보기
- 보호감호